# Portrait carte-de-visite

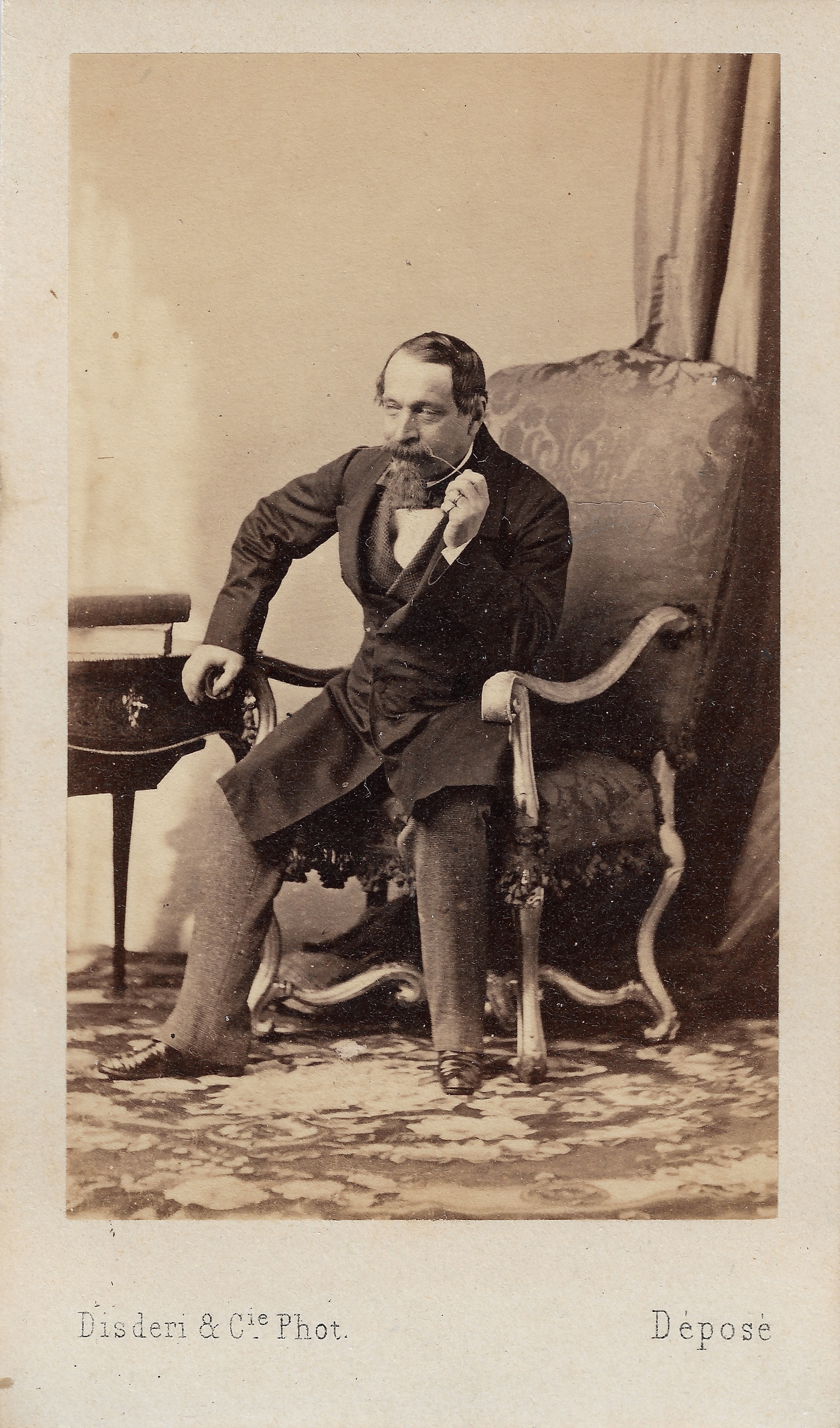
L'empereur Napoléon III par Disdéri, vers 1858.

Un portrait-carte, ou un portrait carte-de-visite, ou encore une photo-carte, désignent, en français, un format de photographie d'une personne, qui apparaît en 1854 en France et qui rencontre un succès massif durant le dernier quart du XIXe siècle, avant d'être concurrencé par un modèle au format plus grand, dit « cabinet ».
L'expression photo-carte de visite est un anglicisme, qui, en français, prête à confusion.

## Histoire

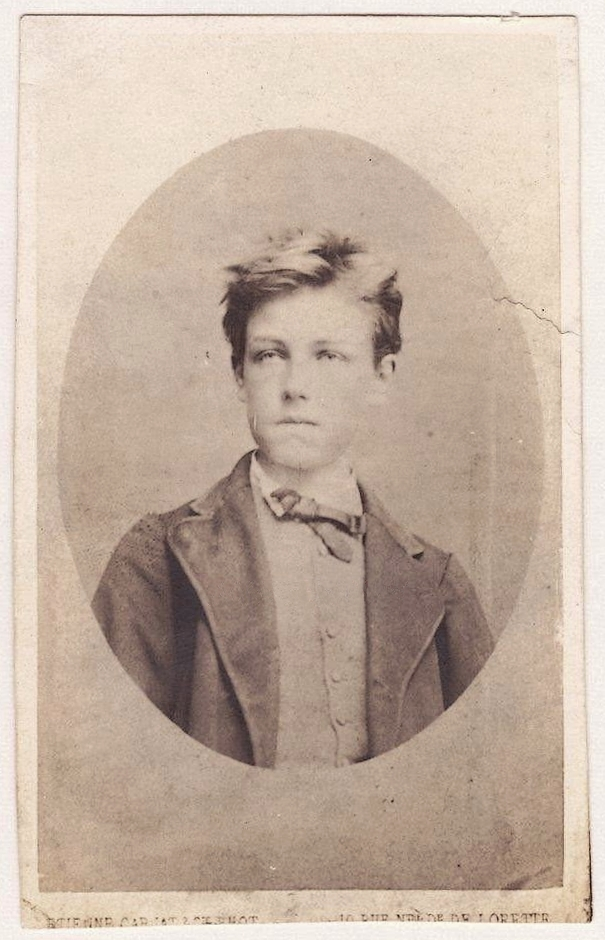
La copie (vers 1912) de l'original disparu de la célèbre photo de Rimbaud par Carjat, succession Paul Claudel (Bibliothèque nationale). On aperçoit en bas les mentions de Carjat et son adresse, portées sur le carton qui a été découpé.

Après l'engouement massif pour le portrait daguerréotype dans les années 1841-1848, l'évolution des techniques de photographie permet l'apparition d'un nouveau type de portrait prenant la forme de tirage photographique monté sur carte. Le processus du négatif sur plaque de verre au collodion humide avec un report sur papier albuminé inventé par Louis Désiré Blanquart-Evrard en 1850 supplante le daguerréotype car il devient plus souple et plus économique. Louis Dodéro est le premier qui produit, à Marseille, des portraits photographiques au format dit carte-de-visite, mais c'est surtout Eugène Disdéri, un photographe parisien, qui dépose en 1854 un brevet permettant la réalisation de huit clichés identiques sur la même plaque de verre, et donc un tirage huit fois moins cher.
En 1862, à Paris, vingt-cinq tirages montrant deux poses différentes sont vendus trente francs, cinquante tirages présentant jusqu’à trois poses cinquante francs, cent cartes avec quatre poses soixante-dix francs. En 1865, ce procédé est couramment appelé « portrait-carte ».
Le tirage sur papier de la photographie est de faible dimension, soit 5,2 cm sur 8,7 cm : il est ensuite contrecollé sur un carton qui adopte le format d'une carte de visite en usage dès cette époque, soit 6,2 cm sur 10,3 cm. Le nom du photographe apparaît généralement imprimé sous le cliché. Le dos, d'abord vierge, est progressivement réservé à la publicité du studio qui produit ce type de format. En France, on trouve sous le Second Empire une vingtaine de cartonniers fournisseurs des studios capables de produire ce genre de portraits, souvent très décorés, faisant mention de médailles reçues, de recommandations officielles.
Disdéri popularise intelligemment son procédé, utilisant la caution de personnalités qu'il a photographiées, notamment l'empereur Napoléon III. Très vite le phénomène se développe, d'abord dans les milieux bourgeois, puis dans toutes les familles voulant acquérir une certaine reconnaissance sociale. D'autres photographes adoptent le format et l'engouement est tel que la production de portrait-cartes atteint des volumes industriels. Dans les années 1860, des centaines d'ateliers photographiques s'ouvrent à Paris et dans les grandes villes de province, l’essor de la photo-carte de visite est une des principales raisons de ce développement fulgurant des ateliers de photographes, en France et à l'étranger.
Le nombre de photographes enregistrés par l'annuaire professionnel Bottin passe de 400 à 800 entre 1860 et 1870, en 1872, il sort des ateliers de Disderi 2 400 photos-cartes par jour. Une base de données, réalisée par François Boisjoly propose plus de 22 000 photographies et présente plus de 16 000 noms et adresses d'hommes ayant vécu pour et par la photographie à cette époque.

## Développement dans le monde
Le phénomène ne se limite pas à la France, très tôt la mode se répand dans tous les pays européens, puis aux États-Unis où durant la guerre de Sécession l'échange de portraits se répand.

## Collection
Presque chaque famille bourgeoise possède, dans les années 1880, un album de photographies adapté à la collection de photos-cartes de visite. Des échanges sont réalisés entre les différentes branches de la famille, chacun pouvant fournir plusieurs exemplaires de son portrait du fait du faible coût de la photo. Parallèlement, des photographes éditent en grand nombre des photos-cartes de visite de personnalités célèbres, artistes, hommes politiques, famille régnante, etc. que les gens achètent pour en faire collection.
Un format encore plus petit, appelé mignonnette (carton 4 × 8 cm), existe aussi mais ne connaîtra pas le même engouement.
La célèbre photo de Rimbaud par Étienne Carjat, réalisée en 1871, est un portrait-carte.

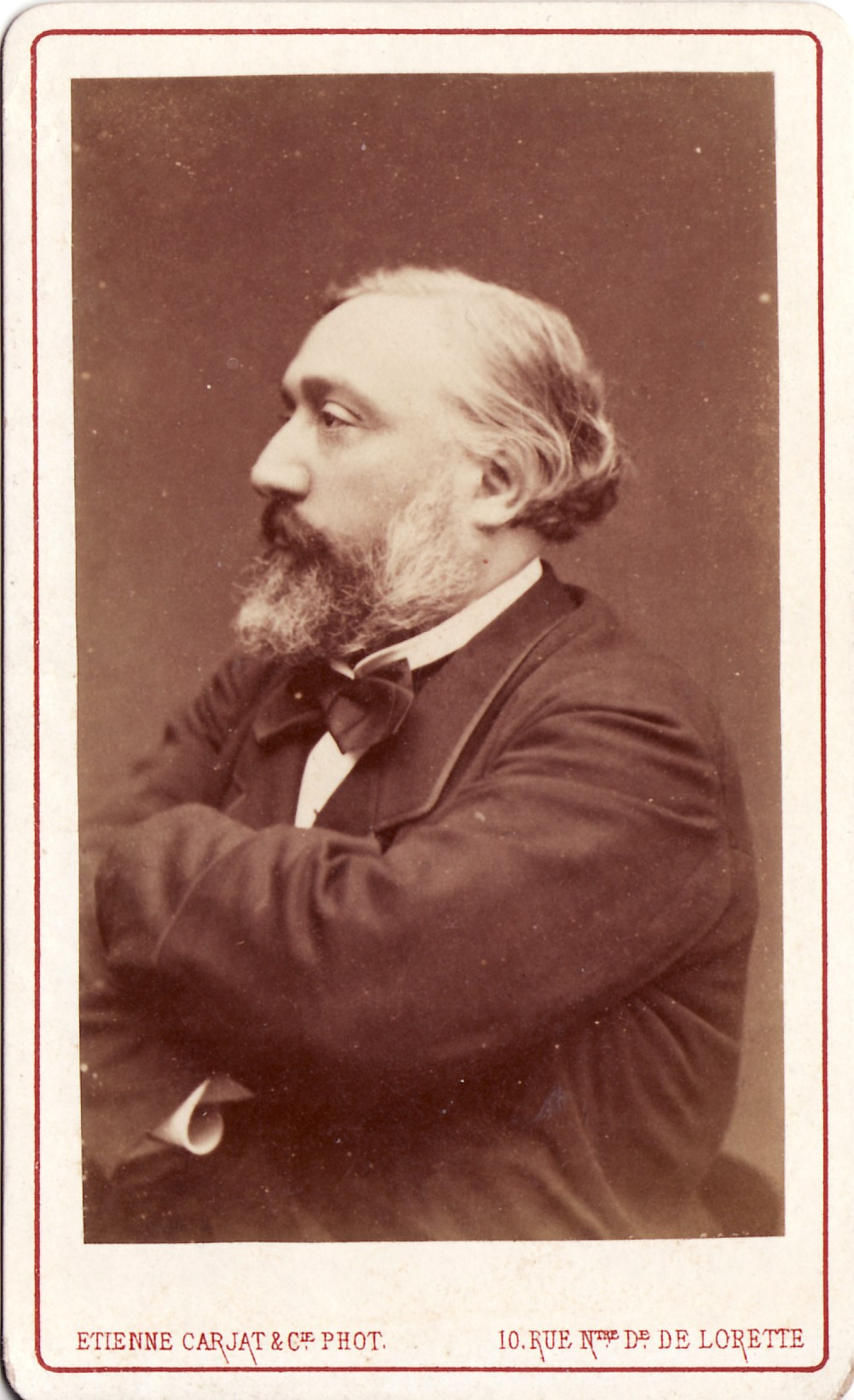
Léon Gambetta par Étienne Carjat, vers 1870.
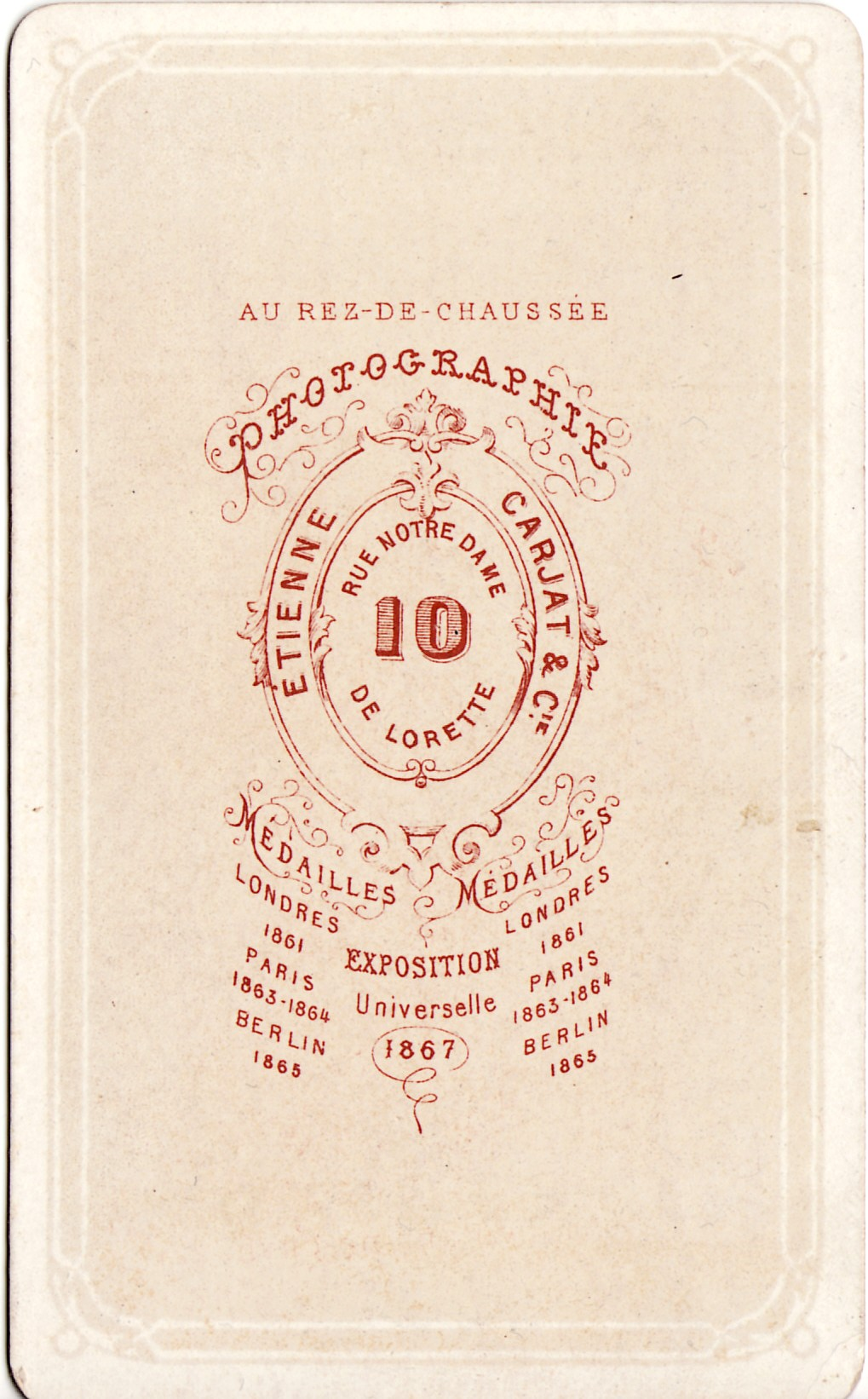
Revers de la photo de Gambetta.
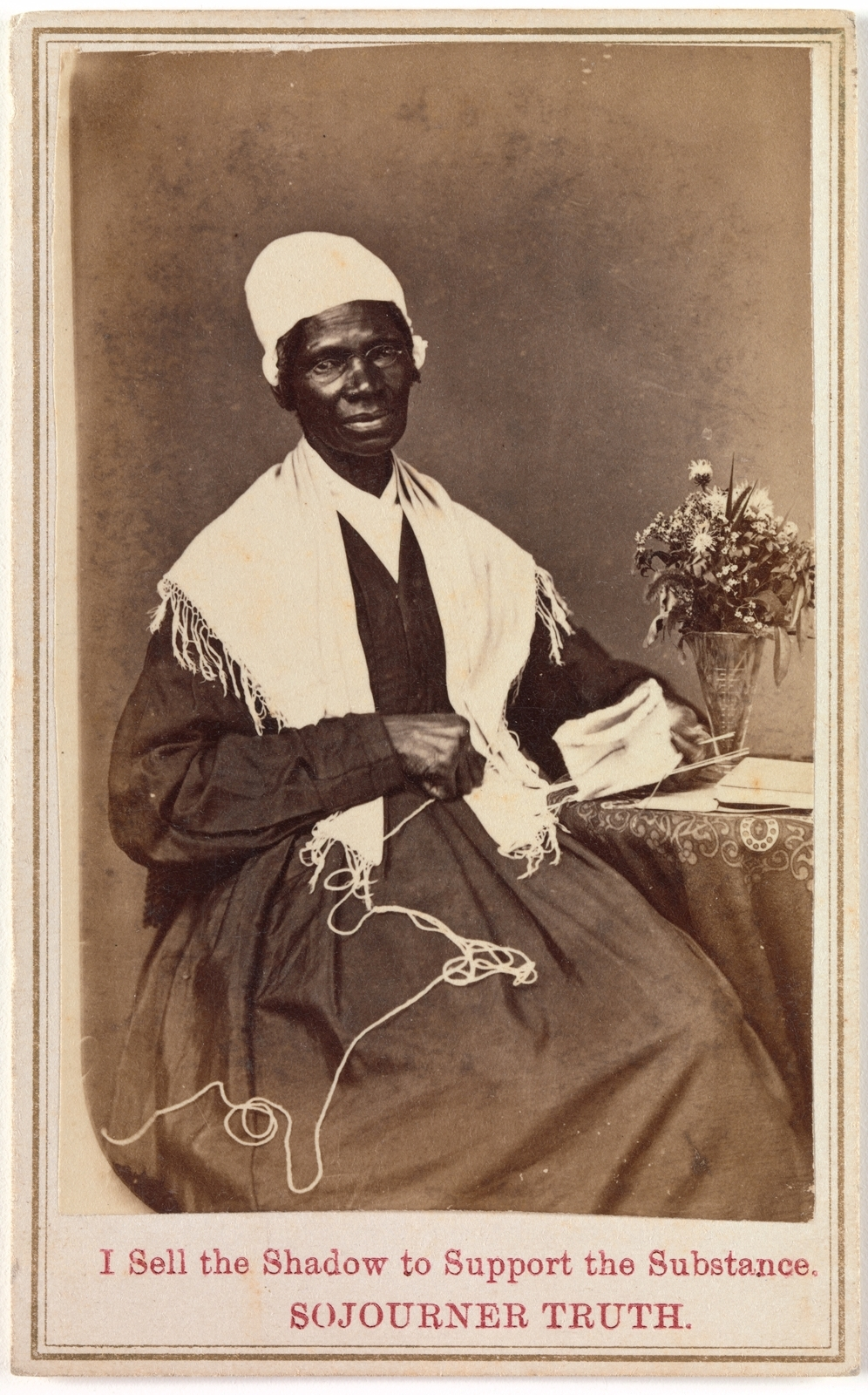
Carte de Sojourner Truth (États-Unis), 1869. Cette carte était vendue pour collecter des fonds.
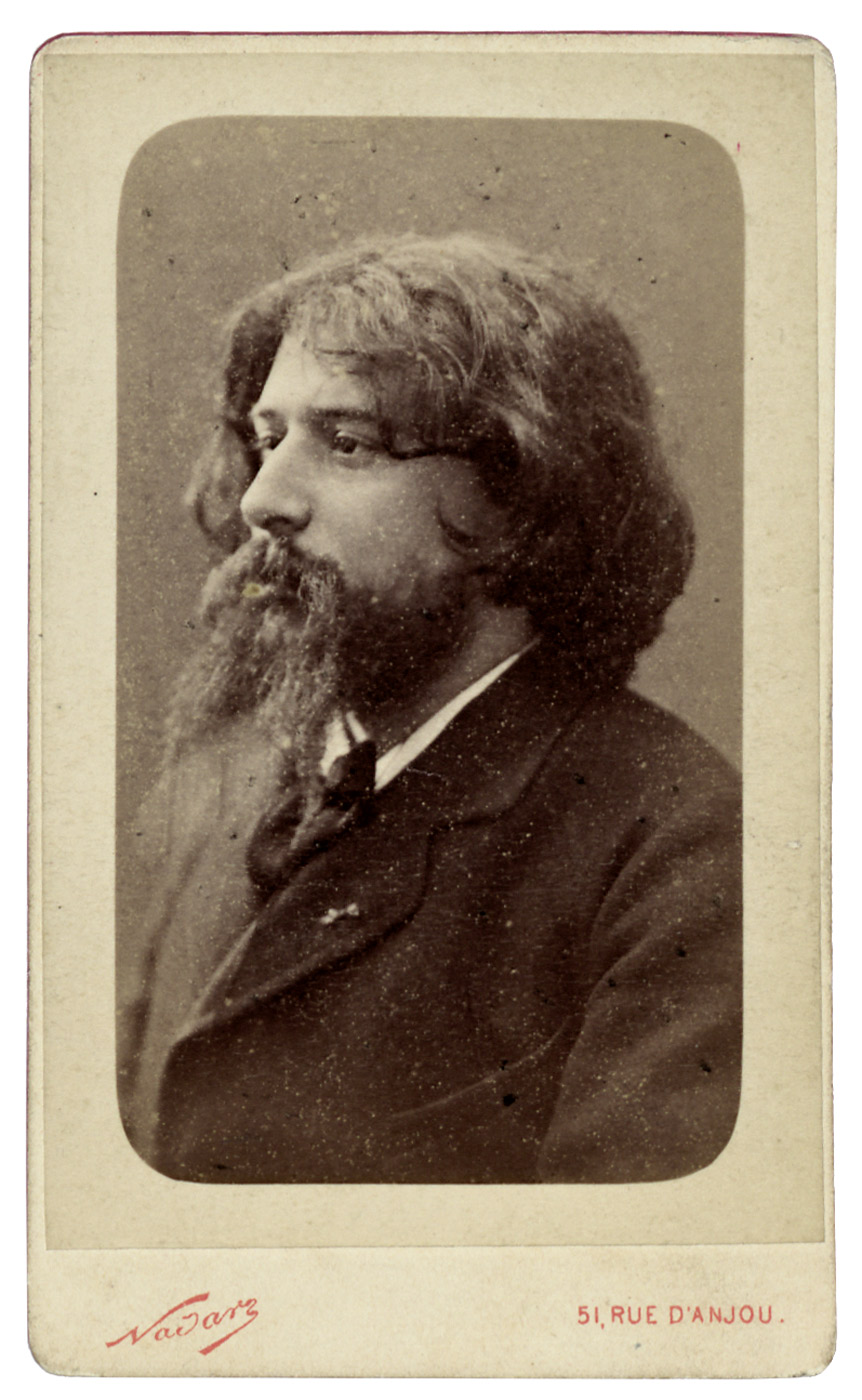
Alphonse Daudet par Nadar, vers 1895.
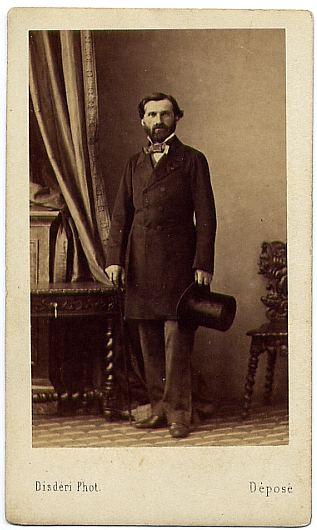
Giuseppe Verdi par Disdéri.
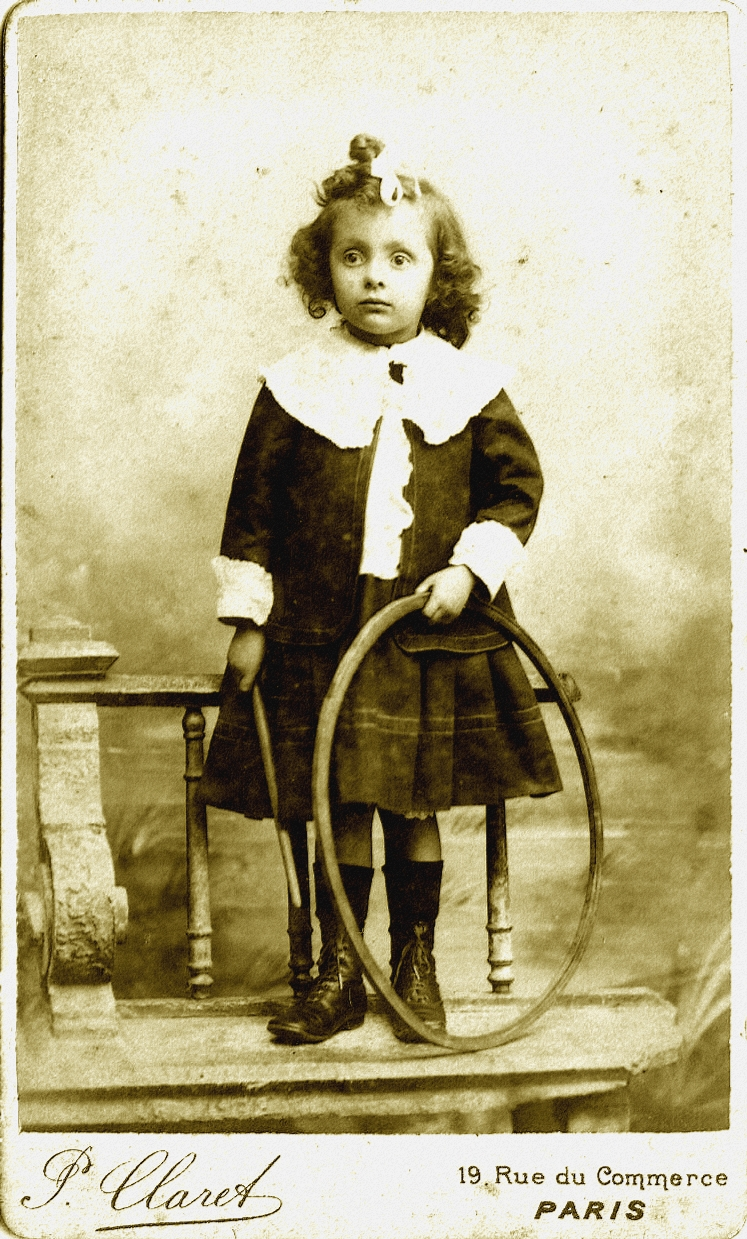
Fillette anonyme avec un cerceau, P. Claret (Paris), vers 1900.
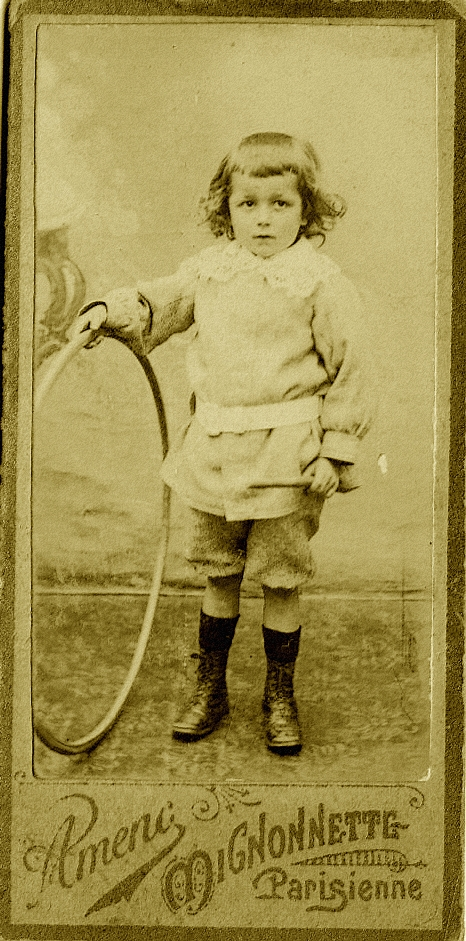
Format mignonnette, photographe Amenc (Rouen), vers 1900.